# 埃里克·霍尔德

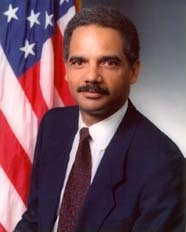
担任司法部副部长时官方照片，2000年1月

小埃里克·欣普顿·霍尔德（英語：Eric Himpton Holder, Jr.，1951年1月21日—），美国政治人物，美国民主党人，曾任比尔·克林顿内阁司法部副部长（1997年-2001年）和代理美国司法部长（2001年），美国司法部长（2009年-2015年）。為美國歷史上第一任非裔司法部長。畢業於曼哈頓知名的史岱文森高中，並於1972年進入哥倫比亞大學就讀，1976年取得該校法律博士學位。

## 个人生活
他妻子是产科学医生莎伦·马龙（Sharon Malone），两人有三个子女。他的大姨子是薇薇安·马龙·琼斯（Vivian Malone Jones），是1963年亚拉巴马大学挡校门事件的主角。他曾为许多城市的青少年提供过咨询帮助。他也是一名忠实的篮球球迷。